# Параплан
Парапла́н (от слов: парашют планирующий) — сверхлёгкий летательный аппарат (СЛА), созданный на базе планирующего парашюта. Несмотря на внешнее сходство с парашютом (в основе обоих — мягкое крыло, без жёсткой основной конструкции), они отличаются тем, что параплан предназначен для продолжительного горизонтального полёта, а парашют — для вертикального спуска. Также на параплане может быть дополнительно установлен мотор, трансформирующий его в мотопараплан, который позволяет взлетать с любой поверхности, набирать высоту и даёт возможность не подстраиваться под погоду.
Параплан представляет собой сверхлёгкий планер-паритель, на котором опытные пилоты, несмотря на отсутствие двигателя, могут преодолевать многие сотни километров, умело используя источники подъёмной силы. Параплан является самым лёгким и компактным из существующих летательных аппаратов: комплект из крыла, подвесной системы, запасного парашюта и прибора, которые помещаются в рюкзаке весом около 12 кг, а вес сверхлёгких моделей для дисциплины «hike and fly» может не превышать 3 кг.  

Параплан отличается простотой управления в благоприятных метеоусловиях, что обеспечивает относительно быстрое первоначальное обучение. Однако он сильно зависит от погодных условий, и для полётов в условиях термической активности требования к мастерству пилота значительно повышаются. Для безопасного выполнения маршрутных полётов в условиях термической активности, а также для безопасных самостоятельных полётов без надзора инструктора пилоту требуется серьёзное обучение и постоянное совершенствование навыков пилотирования, в том числе регулярное прохождение SIV-курса (Simulation d'Incident en Vol — «моделирование инцидента в полёте»). 

## Характеристики
Параплан — наиболее медленный из летательных аппаратов тяжелее воздуха. Типичная скорость полёта относительно воздуха — от 20 до 70 км/ч. Благодаря низкой скорости, склонности учебных моделей к самостоятельному выходу на стационарные режимы планирования и минимальных требований к площадке для экстренной посадки параплан прост в обучении и прощает некоторые ошибки пилота.
Сравнительно невысокие лётные характеристики параплана сильно ограничивают его возможности и делают его зависимым от погодных условий. Это самый лёгкий (3-7кг) и доступный (от 1000 евро) среди пилотируемых летательных аппаратов. Малый вес по сравнению с планёрами и дельтапланами обусловлен тем, что все его конструкционные элементы работают только на растяжение и поэтому изготовлены из тканевых материалов.

## Конструкция
Параплан состоит из крыла (купола), к которому через стропы и свободные концы крепится подвесная система.
Подъёмная сила возникает за счёт обтекания профиля крыла встречным потоком воздуха. Поскольку все элементы параплана работают на растяжение, в его конструкции можно избежать использования жёстких элементов. Современные парапланы, особенно предназначенные для участия в соревнованиях, часто имеют дополнительные жёсткие элементы, необходимые для поддержания формы крыла на высоких скоростях.

### Крыло
Крыло состоит из двух слоев ткани, которые соединены с внутренним поддерживающим материалом таким образом, чтобы образовать ряд ячеек, создающих верхнюю и нижнюю поверхности крыла. Они сшиваются по задней кромке и по бокам, а спереди оставляются зазоры — воздухозаборники, через которые набегающий поток воздуха надувает крыло изнутри. Внутри крыла параллельно направлению полёта располагаются вертикальные тканевые перегородки, задающие его профиль — нервюры.
В полёте поток воздуха, попадающий через воздухозаборники в крыло, создаёт в нём повышенное давление, благодаря чему крыло становится жёстким и приобретает соответствующий профиль.
Нервюры делятся на силовые и промежуточные. К силовым снизу крепятся стропы, промежуточные предназначены только для задания профиля крыла. В нервюрах делаются перепускные отверстия, через которые воздух может перетекать из одной секции крыла в другую. Это позволяет параплану легче надуваться при старте или после небольшого сложения в воздухе.
Крыло делается из высокопроизводительных непористых материалов, таких как полиэстер рипстоп или нейлоновая ткань. Для лучшего распределения нагрузки со строп силовые нервюры усиливаются каркасными лентами. Передние кромки нервюр (воздухозаборники) делаются полужёсткими, что облегчает наполнение параплана при старте.
Существуют также однослойные парапланы, отличающиеся меньшим весом и несколько худшими лётными характеристиками по сравнению с традиционными.

### Стропная система и свободные концы
Стропы обычно располагаются в несколько рядов (от 2 до 5), обозначаемых буквами «A», «B», «C» и «D» (так же каждый ряд может иметь разные цвета, для более легкого различия) начиная с ряда, прикреплённого к передней кромке крыла. Последний ряд используется для управления и прикреплён к задней кромке крыла. Управление осуществляется клевантами. По высоте стропы делятся на ярусы. Нижний ярус крепится к свободным концам, к каждой стропе нижнего яруса крепятся несколько строп среднего яруса и т. д. Верхний ярус крепится к нервюрам. Стропы разных ярусов различаются по толщине: стропы нижнего яруса самые толстые, верхнего — самые тонкие.
Свободные концы имеют специальные петли для крепления карабинов подвесной системы.
Стропы изготавливаются из пара-арамидного волокна (кевлар) либо высокопрочного полиэтиленового волокна и могут быть как защищёнными полиэстеровой оболочкой, так и безоплёточными (в этом случае используются специальные пропитки или покрытия для защиты от ультрафиолетового излучения).

### Подвесная система
Подвесная система параплана, соединённая через карабины со свободными концами стропной системы, удерживает пилота под крылом в положении, удобном для полёта. Основой всех подвесных систем является сиденье с поддержкой спины, плечевыми, поясным и ножными обхватами. Конструктивно подвесная система выполнена из мягких элементов, в некоторых случаях с твёрдыми вставками, системы ремней, карабинов и регулирующих элементов.
В зависимости от назначения, положение пилота в подвеске может быть сидячим, лежачим и полулежачим. В большинстве подвесок положение спины относительно сиденья регулируется в некоторых пределах.
Среди дополнительных, но не обязательных элементов подвесной системы можно выделить:
- систему протекторов, снижающих риск травмирования при падении на спину либо на бок;
- отсек для груза;
- отсек для запасного парашюта;
- проводку для запасного парашюта;
- проводку для системы акселератора;
- систему крепления парамотора;
- карманы для мелких вещей;
- подножку;
- обтекатели.

### Органы управления
Существует два способа управления парапланом: аэродинамический и балансирный. В полете они обычно используются совместно.
Аэродинамический способ управления
Затягивая клеванты, пилот подгибает заднюю кромку купола. Это приводит к изменению аэродинамических сил, действующих на параплан, и к изменению траектории полета. Если клеванты запутались, «потерялись» или оборвались, парапланом можно управлять и с помощью свободных концов последнего ряда строп. Следует делать это весьма аккуратно, поскольку деформация крыла при зажатии свободных концов существенно больше, чем при работе клевантами. Главной особенностью аэродинамического способа управления парапланом является так называемый ЭФФЕКТ МАЯТНИКА, выражающийся в запаздывании реакции аппарата на управляющие воздействия, а также возможности появления раскачки пилота относительно купола. Пилот должен постоянно помнить это и предугадывать характер поведения купола в воздухе с опережением на 1—2 секунды. Это явление объясняется большим удалением друг от друга центров масс и давления. При изменении формы купола происходит изменение действующих на него сил, в то время как пилота (центр масс) держат в воздухе не аэродинамические силы, а силы натяжения строп. Запаздывание реакции параплана возникает из-за того, что сначала изменяется траектория полета купола, и лишь спустя некоторое время, после достаточного удаления купола параплана и наклона строп, пилот тоже начнет изменять траекторию своего движения. Если же купол начинает «уходить» слишком быстро, пилот может начать раскачиваться под ним на стропах, как на качелях.  Движения клевантов должны быть плавными. Чрезмерно резкое руление ведет к раскачке параплана.
Балансирный способ управления
Своим перемещением в подвесной системе, а также перемещением подвесной системы относительно купола с помощью триммеров или акселератора пилот может изменять положение центра тяжести относительно крыла параплана. Это приводит к изменению ориентации крыла относительно воздушного потока и, далее, к изменению аэродинамических сил и траектории полета. Выполнение энергичных маневров данным способом невозможно, но потери высоты при выполнении маневров оказываются несколько меньше, чем при аэродинамическом способе управления.
Управление горизонтальной скоростью полета
Обычно параплан балансируется таким образом, чтобы при отпущенных клевантах его траектория снижения была наиболее пологой. При затягивании клевант пилот подгибает заднюю кромку купола, что приводит к увеличению значений коэффициентов подъемной силы Cy и сопротивления Cx. Параплан тормозится. Причем, поскольку коэффициент сопротивления Cx растет значительно быстрее, чем коэффициент подъемной силы Cy, траектория полета крыла наклоняется вниз.
Торможение параплана клевантами.
При торможении параплана его ориентация относительно земли не меняется, так как центры давления и тяжести расположены далеко друг от друга. А поскольку траектория полета наклоняется вниз, то угол атаки крыла увеличивается. Чем глубже зажимаются клеванты, тем сильнее тормозится параплан, тем больше наклоняется к земле траектория его полета и увеличивается угол атаки. Он не может расти бесконечно. После выхода крыла за критический угол атаки происходит срыв потока. Плавность обтекания крыла воздухом прерывается, и оно начинает, складываясь, валиться вниз и назад за спину пилота. Этот режим называется ЗАДНЕЕ СВАЛИВАНИЕ. На многих парапланах выход из сваливания проблематичен из-за непредсказуемости поведения аппарата в момент раскрытия крыла.

## Сертификация и классификация
Крыло и подвесная система являются принадлежностями параплана как летательного аппарата. Однако классифицируются и сертифицируются они раздельно и независимо. При этом конкретные крылья и подвески можно использовать практически в любых комбинациях, учитывая условия эксплуатации.

### Сертификация и классификация крыльев
Классификация парапланов по безопасности неразрывно связана с их сертификацией. В разное время существовали различные системы сертификации парапланов по безопасности:
1. Французская система ACPUL (фр. Association des Constructeurs des Planeurs Ultra-Legers — Ассоциация конструкторов безмоторных СЛА) — первая система сертификации парапланов, получившая широкое признание и активно применявшаяся с начала 1990-х годов.
2. Система AFNOR (фр. Association Francaise de NORmalisation — Французская ассоциация по сертификации) — французский государственный стандарт на парапланы, поглотивший систему ACPUL в середние 1990-х годов.
3. Немецкая система LTF (нем. Lufttüchtigkeitsforderungen — требования к лётной годности), ранее называвшаяся DHV (нем. Deutscher Hangegleiter Verband — Немецкая ассоциация дельтапланеризма) начала разрабатываться одновременно с развитием массового парапланеризма (с середины 1980-х годов) исключительно для немецкого рынка, оказалась более продуманной по сравнению с ACPUL и AFNOR и, в отличие от них, со временем приобрела всё большее распространение и авторитет.
4. Единая евронорма CEN (фр. Comité Européen de Normalisation или англ. European Committee for Standardization — Европейский комитет по стандартизации) разрабатывалась как единая система для всех стран Евросоюза с начала XXI века на основе систем AFNOR и DHV, но широко применяться начала лишь в 2006 году.

Сравнение шкал сертификационных систем AFNOR, LTF и CEN:
| LTF   | 1        | 1-2      | 2        | 2           | 2-3         | 3           |
| CEN   | A        | B        | C        | C           | D           |             |
| AFNOR | Standart | Standart | Standart | Performance | Performance | Competition |

Характеристика классов безопасности парапланов (в системе AFNOR):
- Парапланы класса «Standart» — отличаются простотой управления и высокой степенью безопасности, прощают многие ошибки пилотирования и самостоятельно выходят из опасных режимов, но вместе с тем обладают более низкими лётными качествами. Предназначены для начинающих пилотов и пилотов, имеющих небольшой налёт, а также для редко летающих пилотов (пилотов «выходного дня»)''''';
- Парапланы класса «Performance» — требуют определённого опыта пилотирования, для выхода из опасных режимов требуют однократного правильного воздействия пилота, обладают лучшими лётными качествами. Предназначены для подготовленных и опытных пилотов;
- Парапланы класса «Competition» — обладают самыми высокими лётными качествами, но при этом очень требовательны к пилоту, для выхода из опасных режимов требуют совершения определённой последовательности правильных действий. Предназначены для спортсменов, профессионалов и пилотов со значительным опытом.

В зависимости от назначения можно выделить следующие виды парапланов:
- учебные («школьные») — для первоначального обучения;
- для маршрутных полётов (англ. cross-country);
- «акро» — для выполнения фигур высшего пилотажа (аэробатика);
- тандем — двухместные парапланы (как правило, для полётов опытного инструктора с пассажиром, не имеющим специальной подготовки);
- для моторизированных полётов (см. парамоторы, паралёты).

### Классификация подвесных систем
Подвесные системы в зависимости от условий использования условно делятся на несколько типов:
- учебные — с сидячим положением пилота и хорошей системой защитных протекторов;
- универсальные — с полулежачим, регулируемым в широких пределах положением пилота;
- спортивные — с лежачим положением пилота и съёмными либо выполненными за одно целое обтекателями;
- облегчённые — имеющие только базовые элементы и минимум дополнительных;
- трансформеры (комбинированные) — совмещают функциональность подвески и рюкзака для переноски всего комплекта оборудования;
- для тандемных полётов — снабжённые специальной дополнительной подвесной системой для пассажира;
- для моторизированных полётов — снабжённые системой крепления парамотора;
- акро — выдерживающие максимальные нагрузки и имеющие место для двух запасных парашютов.

## Обучение
В популярных регионах парапланеризма как правило, бывают зарегистрированные и сертифицированные школы парапланеризма. Системы сертификации сильно различаются в разных странах.
Единого курса учебно-лётной подготовки  пилотов-парапланеристов не существует, каждая школа отличается собственным подходом, но основные этапы обучения схожи. 
Основные этапы обучения: теория, подготовка управления крылом с земли ( держа крыло над головой). После успешного прохождения этих двух этапов, студенту необходимо совершить свой первый полет, в тандеме с опытным инструктором, где инструктор, на время, передаст управление ученику, что бы проконтролировать его первое, самостоятельное управление парапланом. И только после этого, ученика допускают к  первым самостоятельным полетом.  В которых необходимо научиться некоторым основным маневрам, таким как: контролировать скорость планера, поворотам на 360 °, точечным посадкам, и другие более продвинутые техники. Учебные инструкции часто предоставляются учащимся по радио, особенно во время первых полетов. 
Это является основными задачами, необходимыми для получения сертификата об успешном прохождении базового курса пилота-парапланериста. Но, так же, многие школы, так же дают возможность пройти обучение на SIV курсе, после прохождения базового курса для начинающих.
Вероятность травм может быть значительно снижена с помощью тренировок и управления рисками. На безопасность пилота влияет понимание условий на площадке, таких как турбулентность воздуха (роторы), сильные термические перепады, порывистый ветер и наземные препятствия, такие как линии электропередач. Достаточная подготовка пилотов по управлению крыльями и аварийным маневрам у компетентных инструкторов может свести к минимуму несчастные случаи. 
SIV, сокращение от Simulation d'Incident en Vol (моделирование инцидента в полете), предлагает обучение управлению и предотвращению нестабильных и потенциально опасных ситуаций, таких как обвалы, полные остановки и краваты. Эти курсы, как правило, проводятся специально обученным инструктором над большими водоемами, при этом учащийся обычно получает инструкции по радио. Студенты будут обучены тому, как создавать опасные ситуации, и, таким образом, узнают, как избежать и исправить их после возникновения. Этот курс рекомендуется пилотам, которые хотят перейти к более высокопроизводительным и менее устойчивым крыльям, что является естественным развитием для большинства пилотов. В некоторых странах курс SIV является основным требованием начальной подготовки пилотов. В случае неисправимого маневра, приводящего к посадке на воду, за пилотом обычно отправляется спасательная лодка. Другие дополнительные функции безопасности могут включать средства плавучести или запасные парашюты. Эти курсы не считаются необходимыми для начинающих пилотов.

## Парапланеризм
Парапланеризм — это полёты на параплане. В отличие от прыжков с управляемым парашютом, парапланеризм — это настоящий полёт на крыле с использованием энергии восходящих потоков воздуха. Для набора высоты пилоты используют восходящие воздушные потоки: термические (возникающие от разницы температур воздуха и поднимающихся от нагретой земли воздушных масс) и динамические (возникающие при столкновении ветра с препятствием, чаще всего горой). В спокойном воздухе параплан планирует — двигается одновременно вперёд и вниз. Чтобы набрать высоту, параплан должен попасть в восходящий поток воздуха. Это может быть динамический поток обтекания, который обычно образуется вблизи склона, термик (термический восходящий поток, обусловленный конвекцией) либо волновой поток обтекания. Благодаря наличию термиков (в основном в тёплое время года), параплан может набирать высоту вплоть до границы атмосферной инверсии. Существует ещё один — «смешанный» — тип потоков: «термодинамики». В таком потоке параплан летает у склона, но на большей высоте. В термодинамике и термике воздух часто турбулизируется, и купол приходится постоянно «отлавливать», чтобы компенсировать клевки.
Чаще всего пилоты стартуют на склонах холмов, сопок или гор, строго против ветра, используют восходящий динамический поток (динамик) и, набрав достаточную высоту (до 3500 м), уходят на маршрут, используя попадающиеся термические потоки (термики).
На равнинной местности для первоначального набора высоты и выхода в зону термических потоков используется затяжка на лебёдке, пассивной или активной. Пассивные лебёдки устанавливаются на транспортном средстве, тянущем параплан за собой. Для регулирования натяжения троса используется дисковый тормоз или гидротормоз. При затяжке трос постепенно разматывается. Активные лебёдки устанавливаются на земле и имеют собственный двигатель, с помощью которого и затягивают параплан. 
В последнее время значительную популярность набирает «малинка» — чрезвычайно простая и дешевая конструкция, состоящая из гидроцилиндра, цепляющегося одним концом к любому автомобилю, быстродействующего замка, закреплённого на другом его конце, растяжимого шнура длиной не менее 1 км, а также подсоединённого к цилиндру манометра, показывающему силу тяги водителю. Использование автомобиля и троса без систем измерения и регулирования тяги может привести к лётным происшествиям.
Первые соревнования по парапланеризму (чемпионаты Европы и мира) состоялись в 80-х годах XX века и регулярно проходят в наши дни. Пилоты соревнуются в скорости преодоления дистанции (чаще всего по маршруту длиной 25 км), высоте подъема, продолжительности пребывания в воздухе, дальности полета (до цели, до цели с возвращением, по треугольному маршруту, на открытую дальность - в этом случае пилот сам выбирает направление и траекторию движения).
Существует также акро (воздушная акробатика) - выполнение различных трюков (повороты, петли, "бочки", "горки" и т.д.) в воздухе, часто с использованием специализированных парапланов с уменьшенной площадью крыла.
Набирает популярность бивак-флай. Бивак-флай - симбиоз парапланеризма и спортивного туризма, своего рода воздушный туризм. Помимо собственно снаряжения для полёта, парапланерист берёт с собой туристическое снаряжение (палатку, спальный мешок и т.д.) и запас продуктов. Без мотора, используя только воздушные потоки, спортсмены преодолевают десятки, а при благоприятных условиях сотни километров в день, выбирая для ночёвки площадки, подходящие для старта на следующий день, как правило, высоко в горах. Одними из наиболее популярных районов бивак-флая являются протяжённые горные цепи Каракорума в Пакистане и Гималаев в Индии и Непале.

## Мировые рекорды (утверждённые FAI)[4]
| Рекорд                                    | Дата       | Пилот | Место                                                                                    | Параплан               |
| ----------------------------------------- | ---------- | --- | ---------------------------------------------------------------------------------------- | ---------------------- |
| Открытая дальность                        |            | |                                                                                          |                        |
| 502,9 km                                  | 14.12.2008 | Nevil Hulett (ЮАР) | Copperton (ЮАР)                                                                          | Mac Para Magus         |
| 336.4 km                                  | 20.11.2012 | Seiko Fukuoka (Франция)                                                                                                 | Quixada (Бразилия)                                                                       | Niviuk Icepeak         |
| Дальность по прямой до заявленной цели    |            | |                                                                                          |                        |
| 423.5 km                                  | 18.11.2013 | Honorin Hamard (Франция)                                                                                                | Quixada (Бразилия)                                                                       | Niviuk Icepeak 6       |
| 285.3 km                                  | 14/11/2009 | Kamira Pereira Rodrigues (Бразилия)                                                                                     | Quixada, CE — Castelo Do Piaui, PI (Бразилия)                                            | Sol Paragliders Tracer |
| Дальность с возвращением                  |            | |                                                                                          |                        |
| 282.4 km                                  | 27.06.2012 | Arduino Persello (Италия)                                                                                               | Sorica (Словения) — Longarone (Италия)                                                   | Ozone Mantra R         |
| 204.3 km                                  | 06.05.2011 | Nicole Fedele (Италия)                                                                                                  | Soriska Planina (Словения)                                                               | Ozone Mantra           |
| Дальность через 3 контрольные точки (ППМ) |            | |                                                                                          |                        |
| 285.4 km                                  | 19.10.2012 | Samuel Nascimento (Бразилия) Marcelo Prieto (Бразилия) Donizete Baldessar Lemos (Бразилия) Frank Thoma Brown (Бразилия) | Quixada — Ceara (Бразилия)                                                               | Sol Paragliders TR 2   |
| 255,7 km                                  | 05.11.2010 | Nicole Fedele (Италия)                                                                                                  | Quixada, CE — Castelo Do Piaui, PI (Бразилия)                                            | Airwave Magic 5        |
| Дальность по треугольнику ФАИ             |            | |                                                                                          |                        |
| 237,1 km                                  | 10/08/2003 | Pierre Bouilloux (Франция)                                                                                              | Pralognan la Vanoise — Fort Steynard — Tête du Parmelan — Pralognan la Vanoise (Франция) | Gin Gliders Boomerang  |
| 108.8 km                                  | 31.07.2010 | Renate Brümmer (Германия)                                                                                               | Molini di Tures (Италия)                                                                 | Skywalk Cayenne 3      |
| Максимальный набор высоты                 |            | |                                                                                          |                        |
| 4 526 m                                   | 06.01.1993 | Robbie Whittall (Великобритания)                                                                                        | Brandvlei (ЮАР)                                                                          | Firebird Navajo Proto  |
| 4 325 m                                   | 01.01.1996 | Kat Thurston (Великобритания)                                                                                           | Kuruman Airfield (ЮАР)                                                                   | Nova Xyon 22           |
| Скорость по треугольнику 25 km            |            | |                                                                                          |                        |
| 46,8 km/h                                 | 20.04.2010 | Charles Cazaux (Франция) Эгебелет (Франция)                                                                             | Ozone R 10                                                                               |                        |
| Скорость по треугольнику 100 km           |            | |                                                                                          |                        |
| 36.57 km/h                                | 05.05.2014 | Stéphane Drouin (Франция)                                                                                               | Marlens — Annecy (Франция)                                                               | Ozone Enzo             |

## Фотографии
- Штубайталь, Австрия
- Шиниге Плате, Швейцария
- Тегельберг, Швангау, Германия
- Буксировка.